# Scutigeromorpha
Scutigeromorpha zijn een orde van duizendpoten (Chilopoda).

## Taxonomie
De volgende families zijn bij de orde ingedeeld:
- Pselliodidae Chamberlin, 1955
- Scutigeridae Leach, 1814
- Scutigerinidae Attems, 1926